# Wolayerseehütte
Die Wolayerseehütte (früher Eduard-Pichl-Hütte) ist eine Schutzhütte der Sektion Austria des ÖAV im Karnischen Alpenhauptkamm.

## Lage
Die Hütte liegt unmittelbar am Wolayer See, mitten im Karnischen Alpenhauptkamm in den Südlichen Kalkalpen, in Kärnten, unweit der Grenze zu Slowenien. Dieser ist circa 6 km westlich des Plöckenpasses und nur wenige Meter von der österreichisch-italienischen Grenze entfernt. Sie ist Stützpunkt des österreichischen Südalpen-Weitwanderweges, des Karnischen Höhenweges und des Julius Kugy Alpine Trail.

## Geschichte
Erbaut im Jahr 1896 von der Sektion Obergailtal des DuOeAV, wurde die Hütte am 10. August 1897 eröffnet. 1909 wurde sie aus finanziellen Gründen von der Sektion Austria des DuOeAV übernommen. Im Ersten Weltkrieg war das Kar rund um Hütte und See Kriegsschauplatz, woran heute noch Stellungsreste und ein Kriegerdenkmal erinnern. Die während der Kampfhandlungen zerstörte Hütte wurde 1922–23 wieder aufgebaut und, nunmehr benannt nach dem damaligen Obmann der Sektion Austria, Eduard Pichl, am 4. bzw. 5. August 1923 eröffnet.
Trotz seiner großen Leistungen und Verdienste um den Alpinismus setzte man ein Zeichen der Distanzierung von Eduard Pichl. Da er aktiver Nationalsozialist war und als Antisemit bereits 1924 den Arierparagraphen im Alpenverein durchsetzte, erhielt die Hütte im Jahr 2002 wieder ihren ursprünglichen Namen: Wolayerseehütte.

## Anreise
- Anreise per Zug: Villach – Kötschach-Mauthen
- Anreise per Bus: Villach – Kötschach-Mauthen
- Anreise per PKW: Villach – Kötschach-Mauthen – Birnbaum – Wolayertal oder Villach – Kötschach-Mauthen – Plöckenpass

## Aufstieg
- Wolayertal (Hubertuskapelle) – Wolayerseehütte, Gehzeit: 3 Stunden
- Plöckenpass – Wolayerseehütte, Gehzeit: 4 Stunden

## Touren
- Hohe Warte (2780 m): Gehzeit 2½ Stunden
- Rauchkofel (2460 m): Gehzeit 1½ Stunden
- Wolayer Pass (1974 m): Gehzeit 10 Minuten

## Klettermöglichkeiten
- Hohe Warte (Klettersteig und viele Kletterrouten)

## Übergang zu anderen Hütten
- Rifugio Lambertenghi-Romanin (knapp südlich des Wolayer Passes), Gehzeit 15 Minuten
- Hochweißsteinhaus, Gehzeit 6 Stunden
- Gasthof Plöckenhaus, Gehzeit 3½ Stunden
- Zollnerseehütte, Gehzeit 10 Stunden

## Bildergalerie

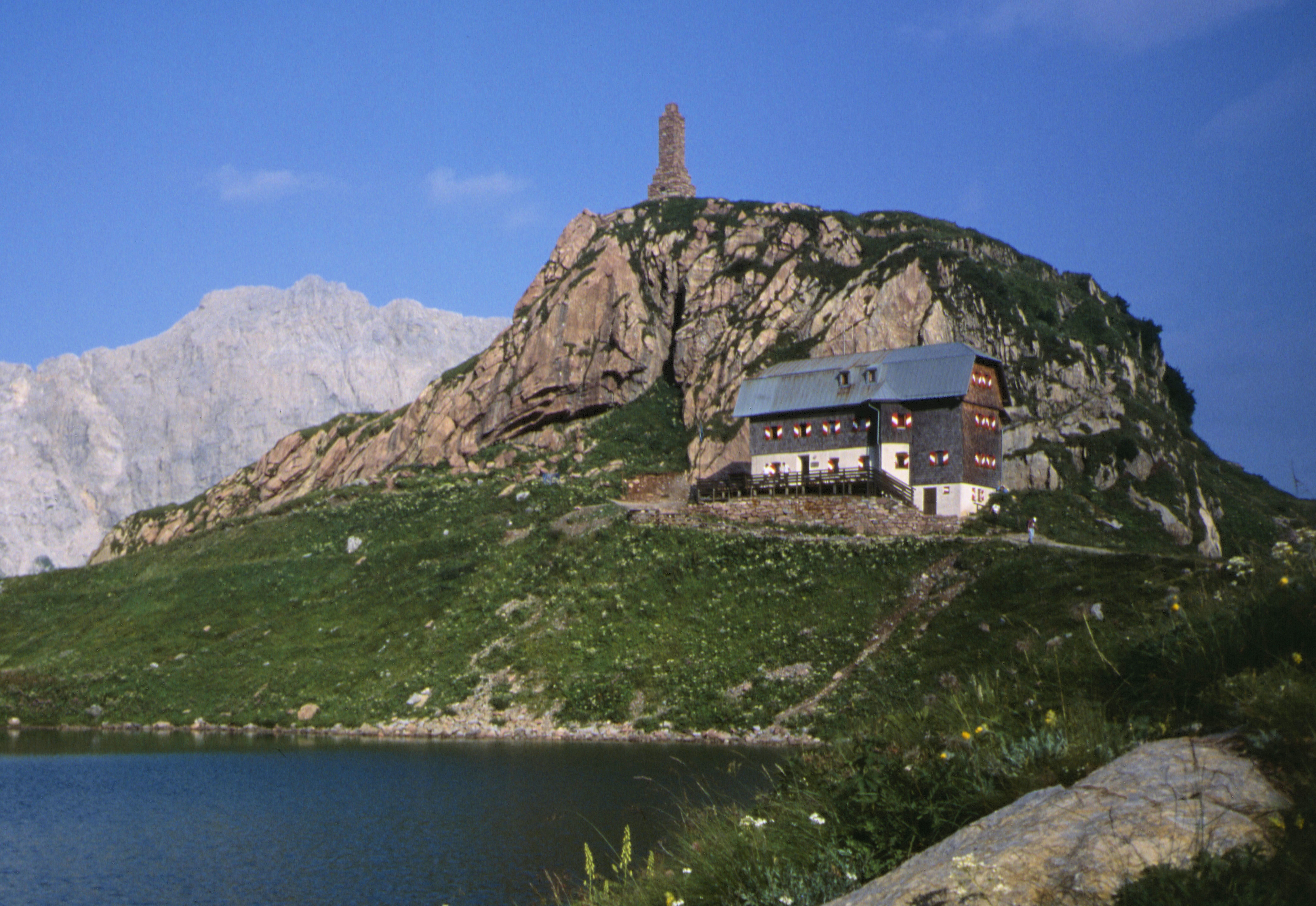
Die Wolayerseehütte, aus Blickrichtung Süden
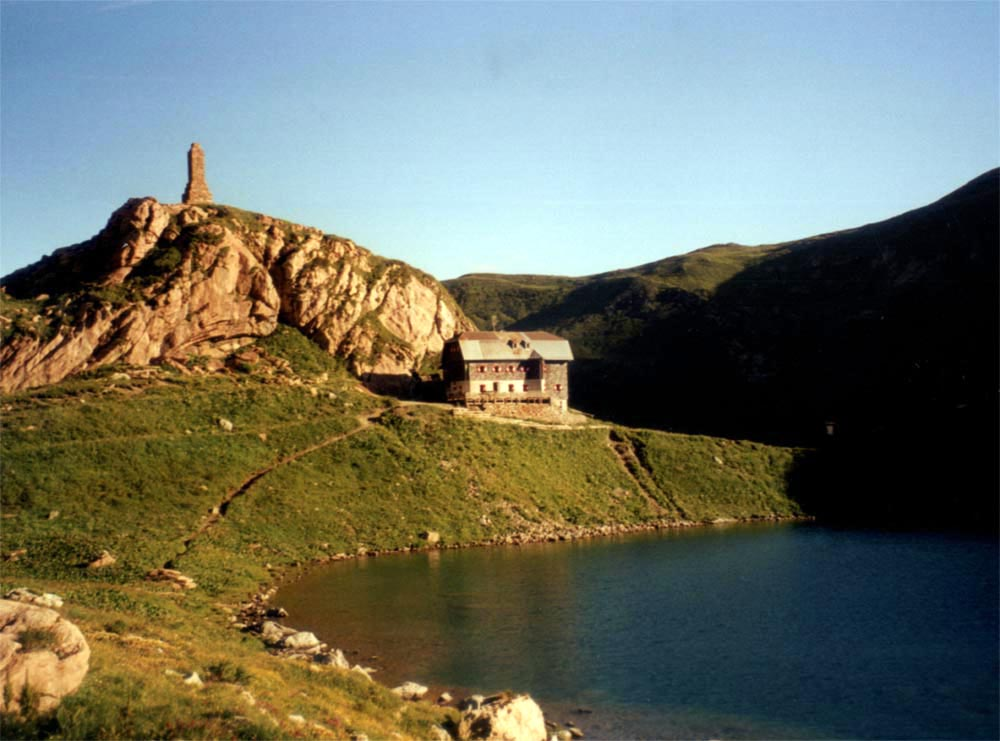
Die Wolayerseehütte, von Westen her gesehen